# Kashiwara
Kashiwara (柏原市 -shi) é uma cidade japonesa localizada na província de Osaka.
Em 2003 a cidade tinha uma população estimada em 78 138 habitantes e uma densidade populacional de 3 077,51 h/km². Tem uma área total de 25,39 km².
Recebeu o estatuto de cidade a 1 de Outubro de 1958.

## Cidades-irmãs
- Grosseto, Itália
- Xinxiang, China